# François-Louis de Polastron
François-Louis de Polastron, mort le 13 octobre 1717 à Lectoure, est un prélat catholique français, évêque de Lectoure, favorable au jansénisme.

## Biographie
Né dans une famille de vieille noblesse gasconne, il est vicaire général de diocèse de Lombez où il s’applique à convertir les Protestants.
Il est nommé évêque de Lectoure le 6 avril 1692, confirmé le 6 octobre et ordonné le 9 novembre de la même année. Il est abbé commendataire du prieuré de Trizay (aujourd’hui en Charente-Maritime).  
Amateur d’art et de beaux meubles, il mène un train de vie fastueux, partageant sa vie entre l’hôtel épiscopal, construit par son prédécesseur Hugues de Bar et sa résidence privée, avec dix-sept domestiques et deux jardiniers. Il a acheté en 1709 le château de Pouyminet, près de Cologne (Gers). Il sera aux prises avec des difficultés financières qui l’empêcheront de terminer la reconstruction du chœur de la cathédrale Saint-Gervais-Saint-Protais.
Il fait partie des évêques français qui rejettent la bulle Unigenitus, bien qu’il l’ait publiée le 8 septembre 1713. Après la mort du roi Louis XIV, il révoque son acceptation en 1717. Son acte d’appel ainsi que ceux des évêques de Condom et d’Agen sont publiés en 1718 par J.-B. Delespine. L’évêché de Lectoure est alors un des plus actifs foyers du jansénisme, sous son épiscopat et celui, très bref il est vrai, de son successeur Louis de Balzac Illiers d'Entragues, mort avant son installation à Lectoure, puis celui de Paul-Robert Hertault de Beaufort spécialement nommé pour combattre ce mouvement.